# Escàndol de Panamà

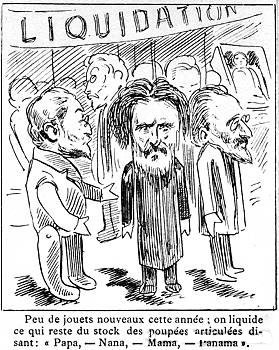
Una caricatura de l'escàndol de Panamà

L'escàndol de Panamà (també conegut com a Afer de Panamà) va ser un assumpte de corrupció que va sorgir durant la Tercera república francesa el 1892, lligat a la construcció del Canal de Panamà. Prop de mil milions de francs es van perdre pels suborns del govern francès per tal de silenciar el problemes financers de la Companyia del canal de Panamà, aquest es considera l'escàndol econòmic per corrupció més important del segle xix.
L'any 1892 uns 800.000 francesos havien signat bons de la Companyia del Canal de Panamà per una suma d'uns 1,8 mil milions de francs d'or.

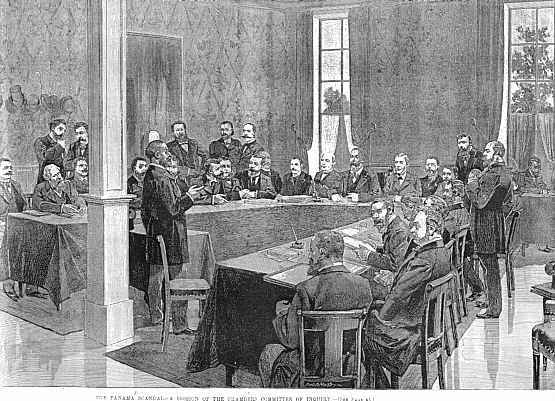
1891, Tribunal de liquidació de la Companyia del Canal de Panamà a París

De 1892 a 1893, un gran nombre de ministres francesos (incloent-hi Clemenceau) van ser acusats per nacionalistes francesos d'haver acceptat suborns de part de Ferdinand de Lesseps l'any 1888, i al mateix temps 510 membres del parlament francès, incloent-hi sis ministres, van ser acusats de rebre suborns del la Companyia del Canal de Panamà per silenciar la seva situació financera. Lesseps, el seu fill Charles, i Gustave Eiffel, van rebre sentències de presó però que es van anul·lar.
En el judici l'exministre Bethaut va rebre una pena de cinc anys de presó. El Baró Reinach - conseller financer de la companyia del Canal de Panamà es va suïcidar.
A conseqüència de l'escàndol Georges Clemenceau va ser derrotat en les eleccions de 1893. L'electorat va perdre gran part de la confiança en els polítics i pels monàrquics francesos provava que la república era corrupta.
Segons Hannah Arendt l'afer va desenvolupar l'antisemitisme francès per la implicació de dos jueus d'origen germànic: Jacques Reinach i Cornelius Herz. Aquest tema va permetre al periòdic antisemita d'Edouard Drumont molta popularitat i està connectat amb l'Afer Dreyfus.